# Sistema solar sueco

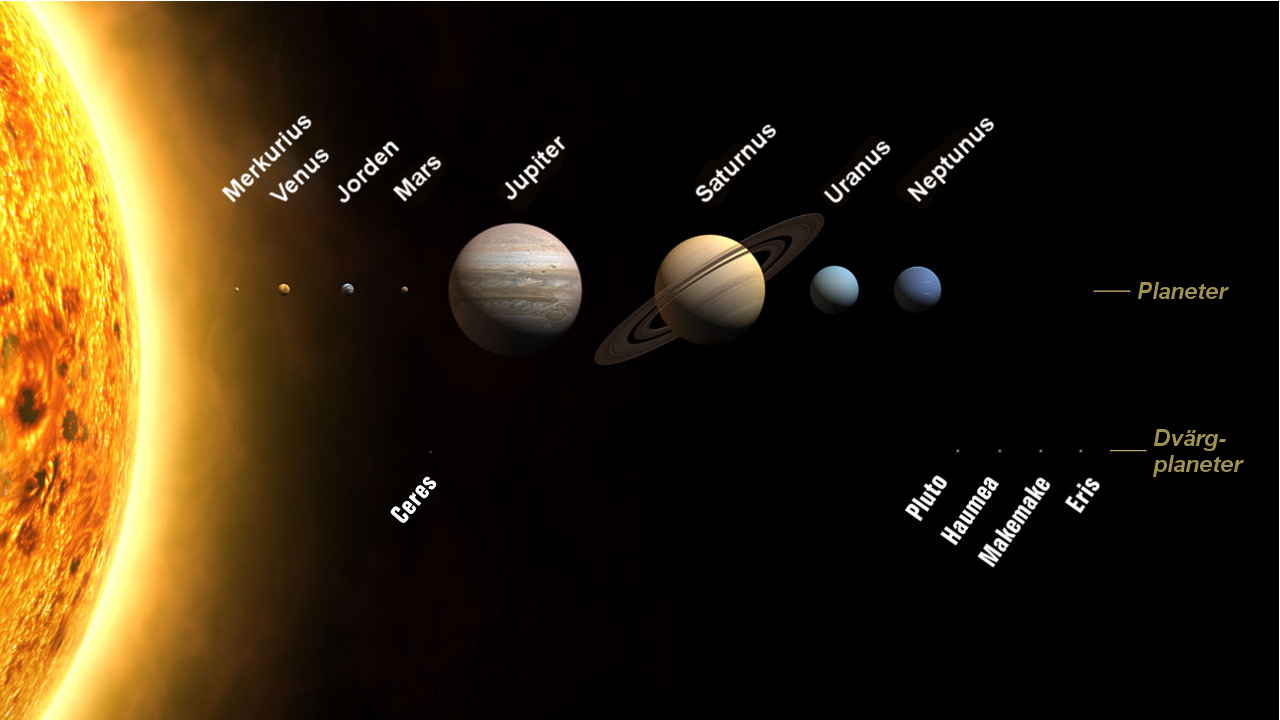
El sistema solar con los cuerpos celestes a escala, pero no las distancias entre ellos

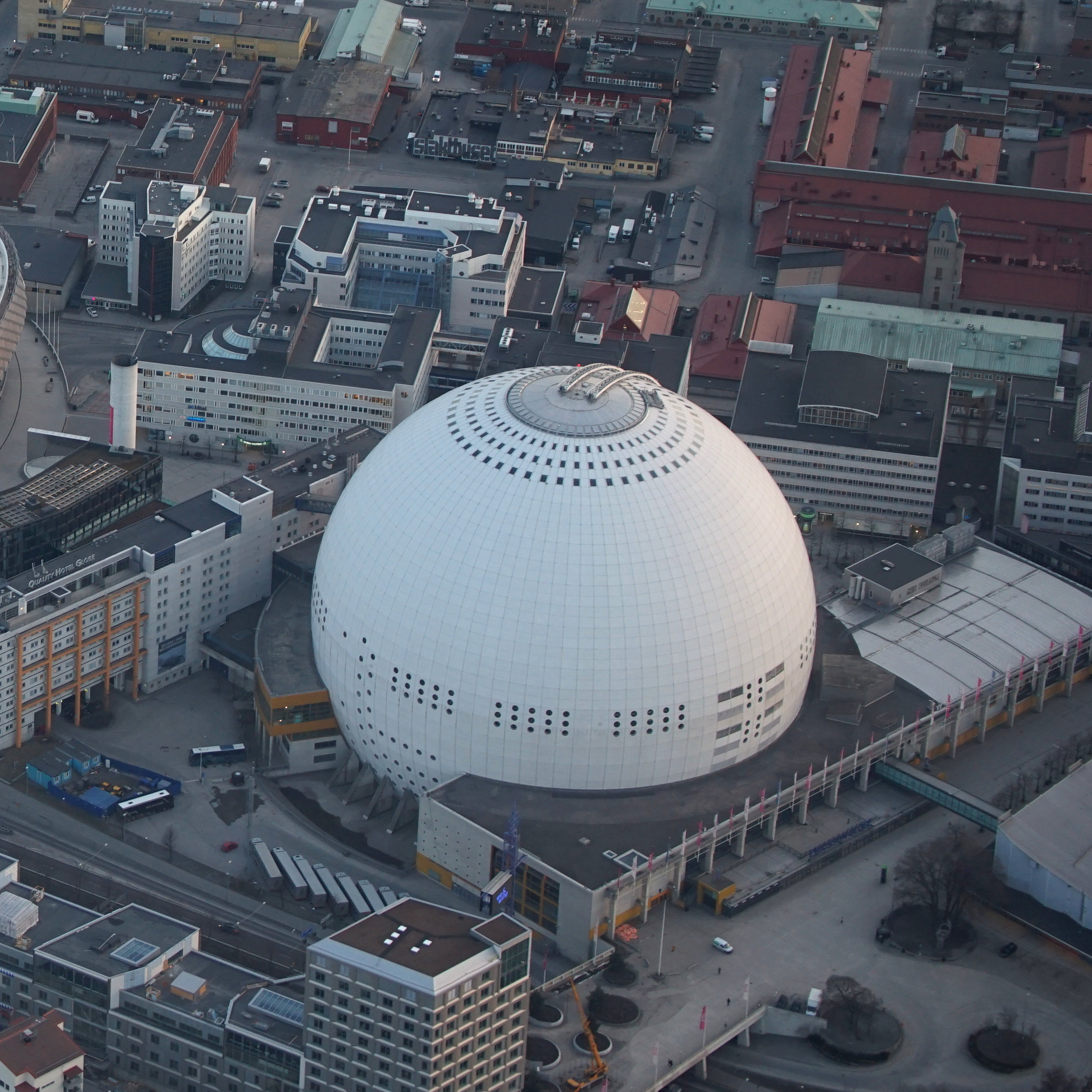
El Avicii Arena, que representa al Sol, el centro del sistema solar sueco

El sistema solar sueco es un modelo a escala del sistema solar, el modelo permanente más grande del mundo. El Sol está representado por el Avicii Arena de Estocolmo, el edificio hemisférico a su vez mayor del mundo. Los planetas interiores también se pueden encontrar en Estocolmo, pero los planetas exteriores están situados hacia el norte en otras ciudades a lo largo del mar Báltico. El sistema fue iniciado en 1998 por Nils Brenning, profesor del Real Instituto de Tecnología de Estocolmo; y Gösta Gahm, profesor de la Universidad de Estocolmo. El modelo representa el sistema solar en la escala de 1:20 millones.

## El sistema solar sueco
La idea del sistema solar sueco surgió en un seminario en el entonces observatorio astronómico de Saltsjöbaden de la Universidad de Estocolmo en la década de 1990. La fuerza impulsora en la implementación de la idea ha sido el físico de plasma Nils Brenning y el astrónomo Gösta Gahm. El modelo comenzó a crearse en 1998, y su ampliación aún continúa. Los cuerpos representados en el modelo son el Sol, los planetas (y algunas de sus lunas), planetas enanos y muchos tipos de cuerpos pequeños (cometas, asteroides, transneptunianos, etc.), así como algunos conceptos abstractos (como la zona de Frente de choque de terminación). Debido a la existencia de muchos cuerpos pequeños en el sistema solar real, el modelo siempre puede ampliarse aún más.
Con una escala de 1:20 millones y como punto de partida representando al Sol el Avicii Arena (Globen) de Estocolmo, de 110 m de diámetro, que es el edificio esférico más grande jamás construido. (Para respetar la escala, el globo representa al Sol incluyendo su corona). Los planetas interiores —Mercurio, Venus, la Tierra y Marte— terminan en el modelo a 12 kilómetros del Globen. Una unidad astronómica (ua) corresponde a 7,6 km, la distancia entre el Globo y el Museo Sueco de Historia Natural. El más cercano de los planetas exteriores, Júpiter, está a 40 km del Globo, Saturno a 73 km y el planeta enano más exterior del modelo, Sedna, a 810 km. Además de los planetas, el modelo incluye asteroides, cometas y el fenómeno más lejano, el Frente de choque de terminación, que se encuentra en Kiruna, a 950 km de Estocolmo.
Cada parte del modelo consiste en una escultura a escala o, en algunos casos, una placa grabada. La representación más pequeña del modelo, el asteroide Palomar-Leiden, tiene un quinto de milímetro de tamaño en el modelo. El planeta más grande, Júpiter, tiene más de siete metros de diámetro.

### Planetas internos
- Mercurio (25 cm de diámetro) está situado en el Museo de la Ciudad de Estocolmo, a 2900 m del Globo. La pequeña esfera metálica fue construida por el artista Peter Varhelyi.
- Venus (62 cm de diámetro) está situado en Vetenskapens Hus en Real Instituto de Tecnología (KTH), a 5500 m del Globo. El modelo anterior, realizado por el artista estadounidense Daniel Oberti, fue inaugurado el 8 de junio de 2004, durante un tránsito de Venus y colocado en KTH. Se cayó y se hizo añicos alrededor del 11 de junio de 2011. Debido a trabajos de construcción en la ubicación del modelo anterior de Venus, se retiró y, desde octubre de 2012 ya no se puede ver. El modelo actual, ahora en Vetenskapens Hus, está ubicado en el anteriormente Museo del Observatorio de Estocolmo (ahora cerrado).
- Tierra (65 cm de diámetro) se encuentra en el Museo Sueco de Historia Natural (Cosmonova), a 7600 m del Globo. Las imágenes satelitales de la Tierra se exponen junto al Globo. En otra parte del museo se muestra un elaborado modelo de la Luna (18 cm de diámetro).
- Marte (35 cm de diámetro) está ubicado en Mörby Centrum, un centro comercial en Danderyd, un suburbio de Estocolmo. Está a 11,6 km del Globo. La maqueta, realizada en cobre por el artista finlandés Heikki Haapanen, está conectada por un "cordón umbilical" a una placa de acero en el suelo que tiene una imagen de la Tierra.[10]

Los planetas interiores en Estocolmo
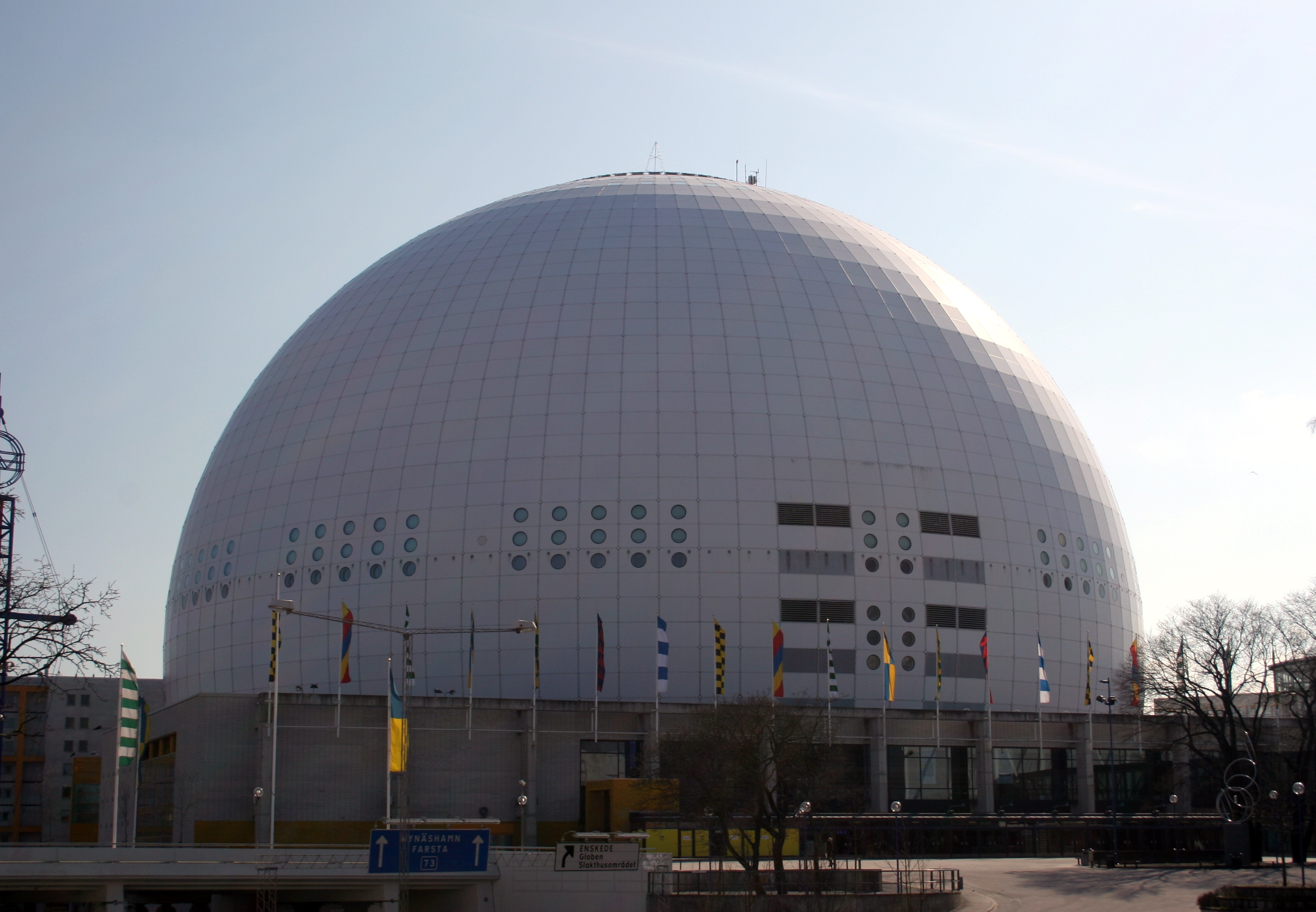
El Avicii Arena representa al Sol. El resto del Sistema Solar está disperso en y al norte de Estocolmo.
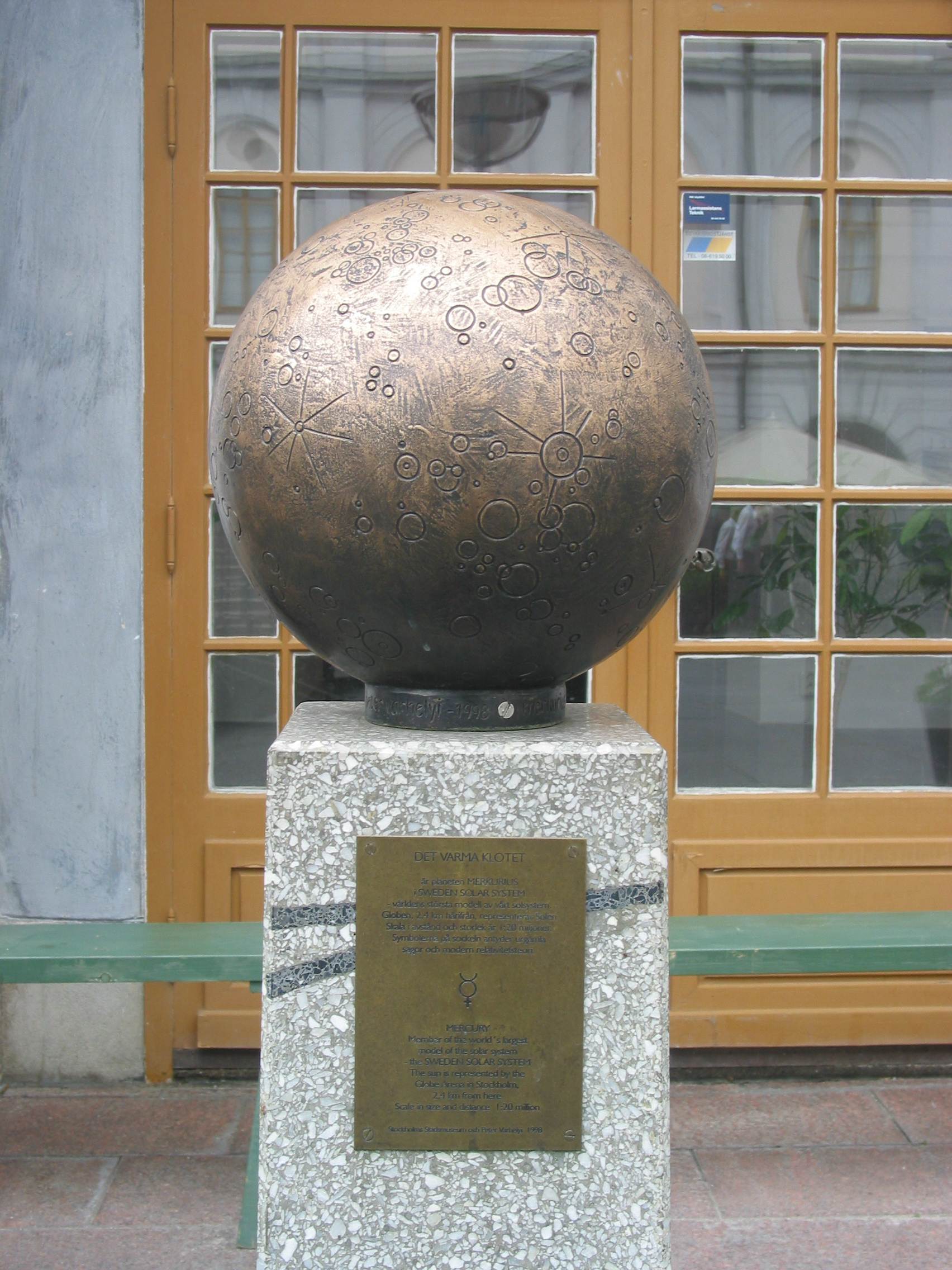
Mercurio en el Museo de la Ciudad, escultura de Peter Varhelyi
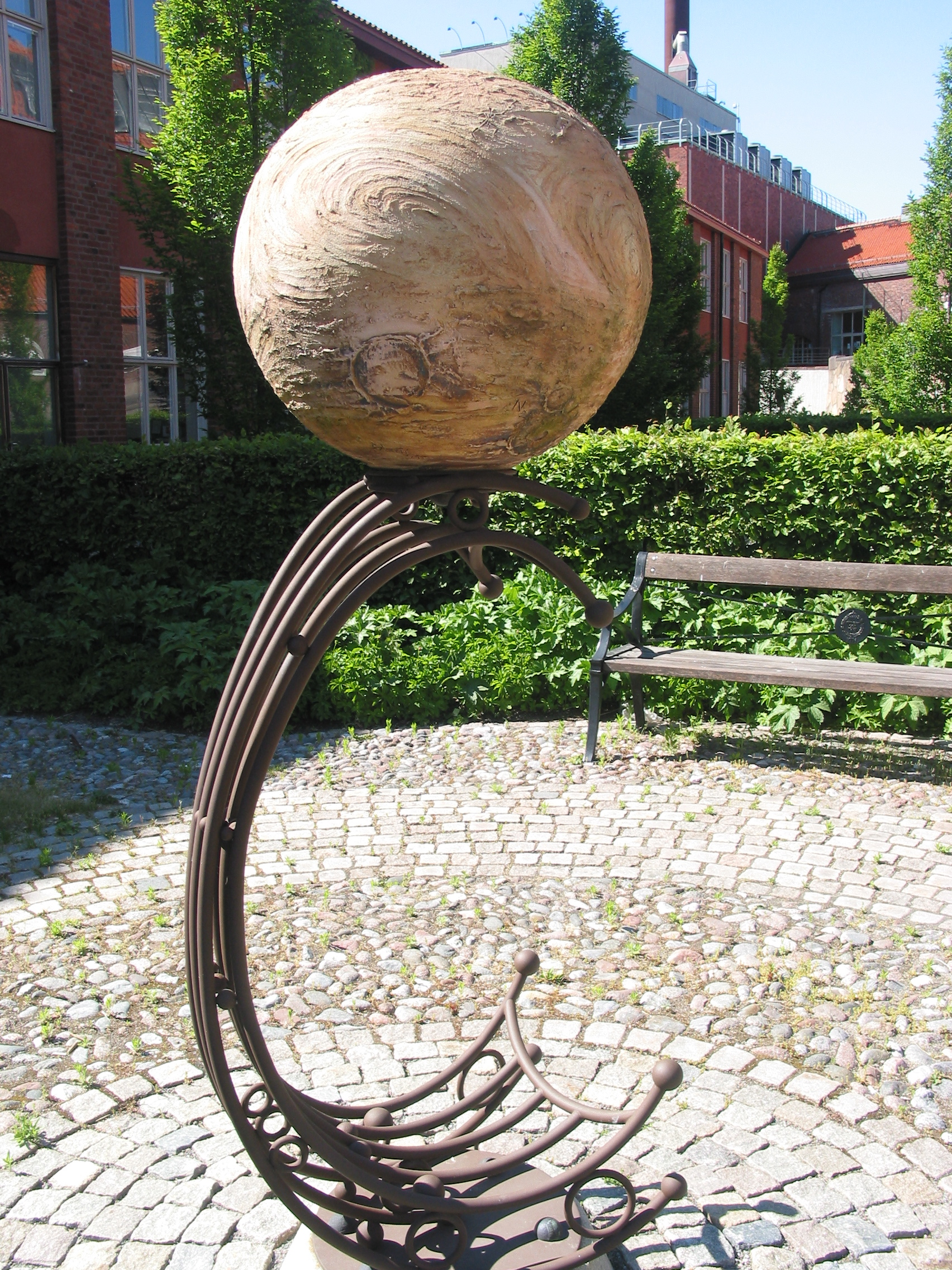
Venus en el Real Instituto de Tecnología
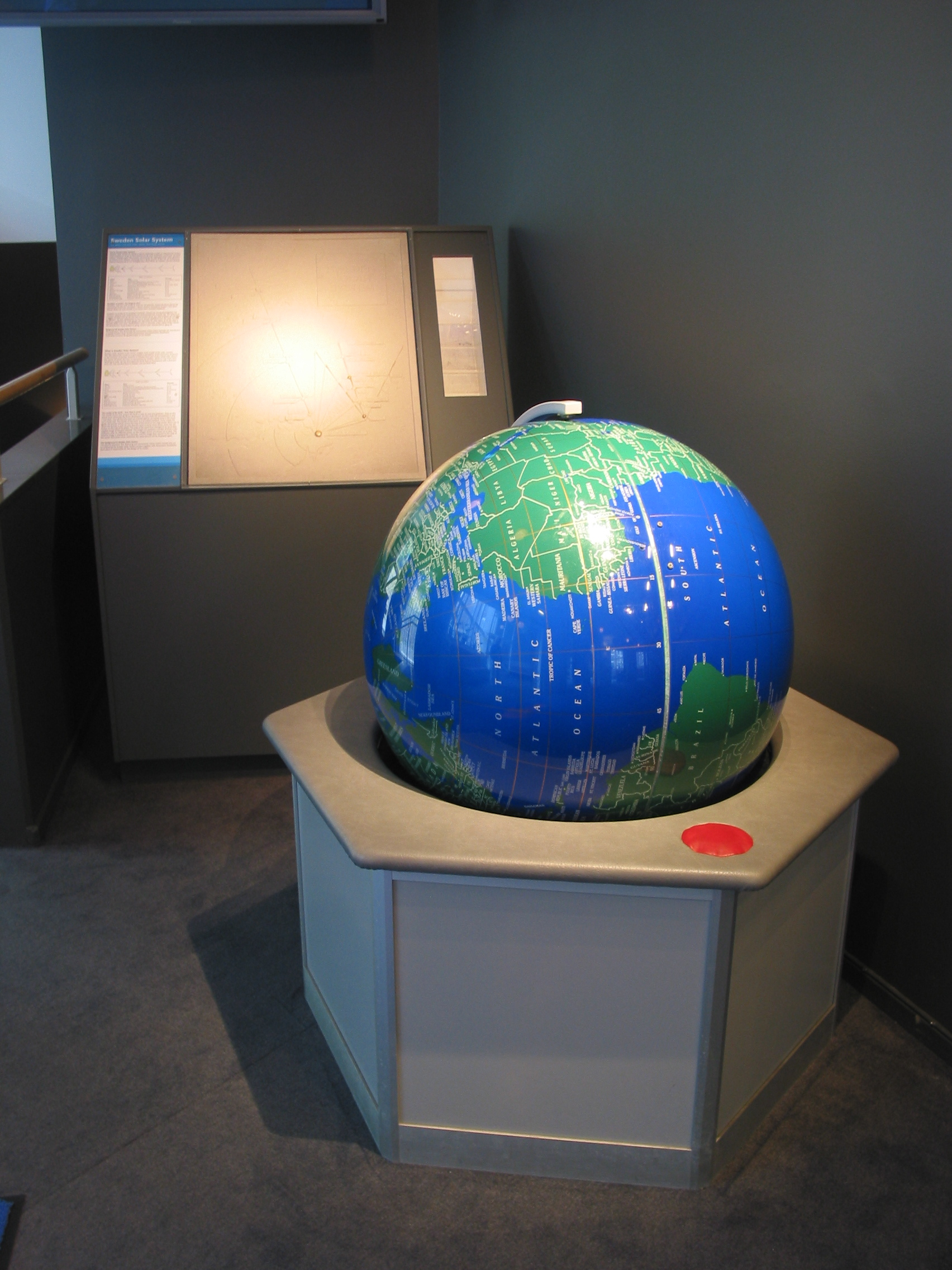
La Tierra, una escultura de Peter Varhelyi
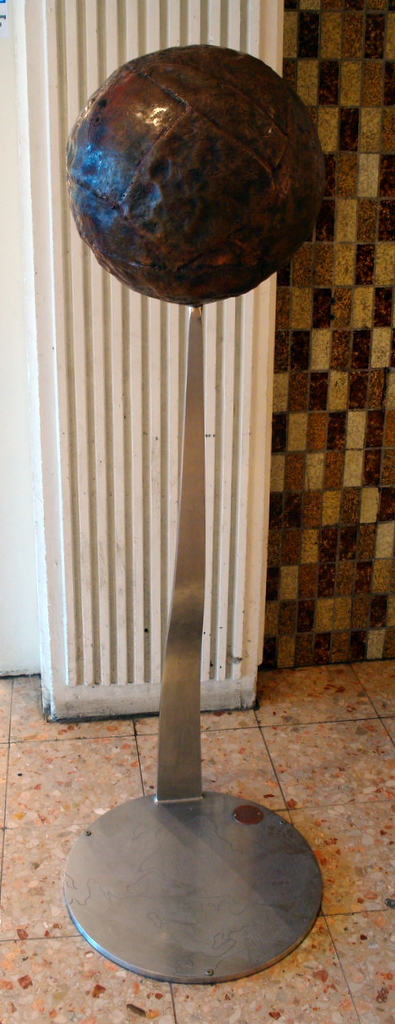
Marte, obra del finlandés Heikki Haapanen

### Gigantes gaseosos

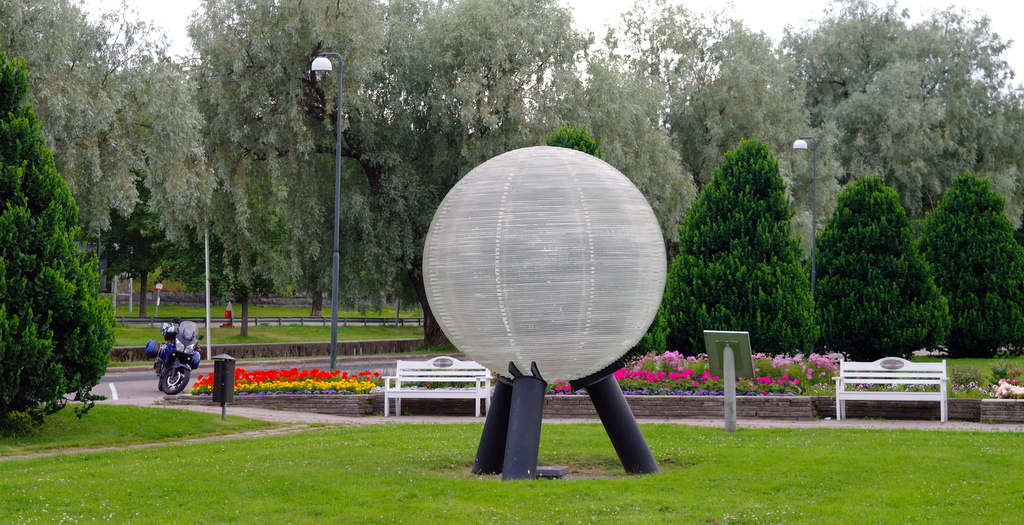
Representación de 2,5 m de Neptuno, junto al río Söderhamnsån en Söderhamn Söderhamn

- Júpiter (7,3 m de diámetro) está situado en la rotonda cerca de Sky City, en el aeropuerto de Estocolmo-Arlanda en el municipio de Sigtuna, a 40 km del Globo. Está hecho como una decoración floral, con diferentes flores que representan diferentes zonas del planeta gaseoso gigante. Hay planes para construir un modelo 3D.
- Saturno (6,1 m de diámetro) está colocado fuera del antiguo observatorio de Anders Celsius, en el llamado Cuadrado Celsius, en el centro de Uppsala, a 73 km del Globo. Inaugurado durante el Año Internacional de la Astronomía,[11] la maqueta es un tapete con una imagen de Saturno, pero acabará creciendo para coronar un planetario escolar en la ciudad. Además, varias escuelas en Uppsala proporcionarán lunas de Saturno: la primera completada fue Encelado (diámetro de 2,5 cm) en Kvarngärdesskolan.[12]
- Urano (2,6 m de diámetro) fue vandalizado y el nuevo modelo fue reconstruido detrás del Stora magasinet en Lövstabruk en 2012. Es un modelo para exteriores hecho de barras de acero azul. El eje de rotación del planeta está marcado en rojo.[13]
- Neptuno (2.5 m de diámetro) está situado junto al río Söderhamnsån en Söderhamn, un pueblo costero con tradición de pesca y navegación (lo que relaciona a Neptuno como la deidad de los mares). Situado a 229 km del Globo, el modelo está hecho de acrílico y, por la noche, brilla con una luz azul.

### Objetos transneptunianos

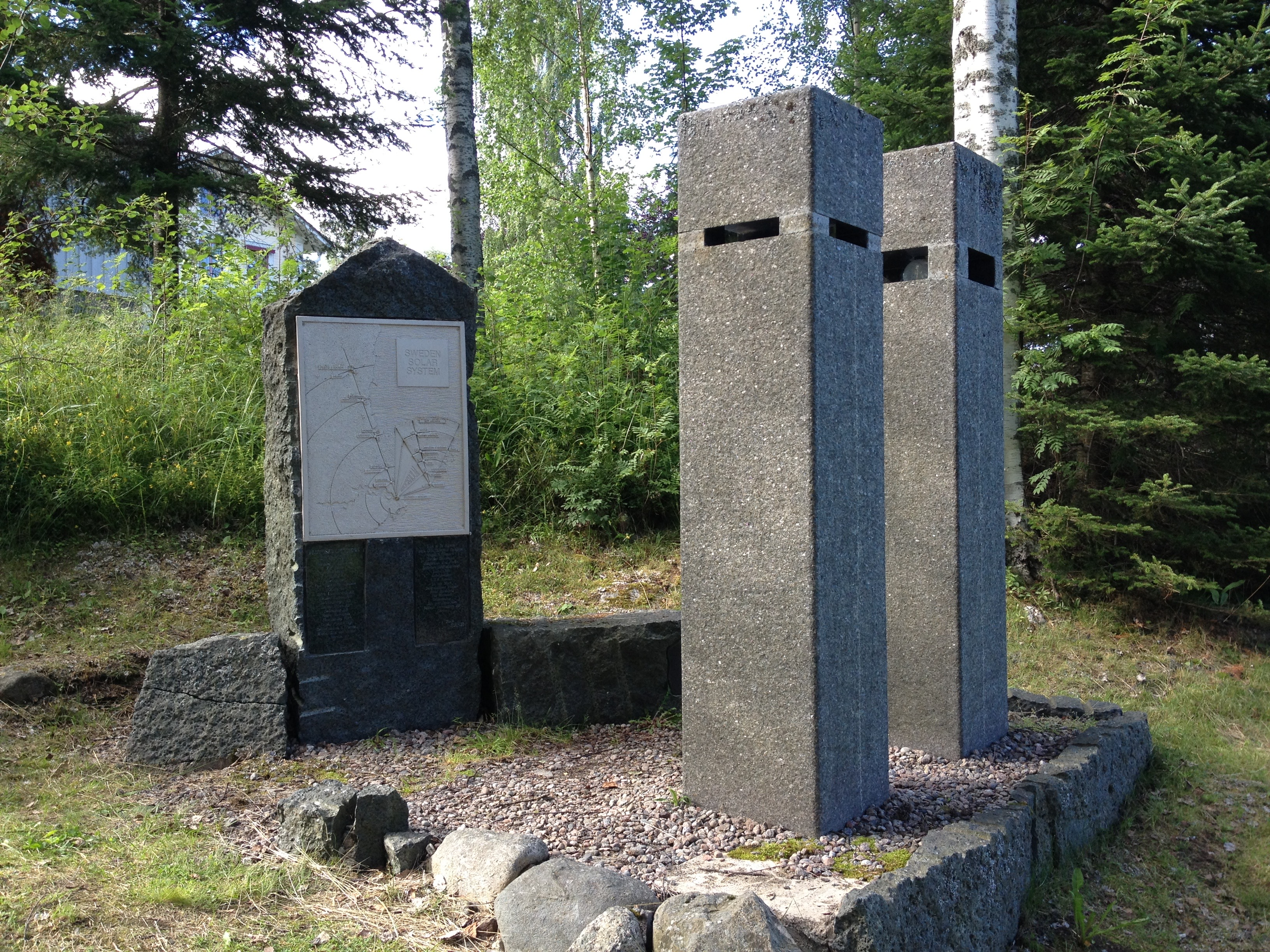
Plutón y Caronte en Delsbo.

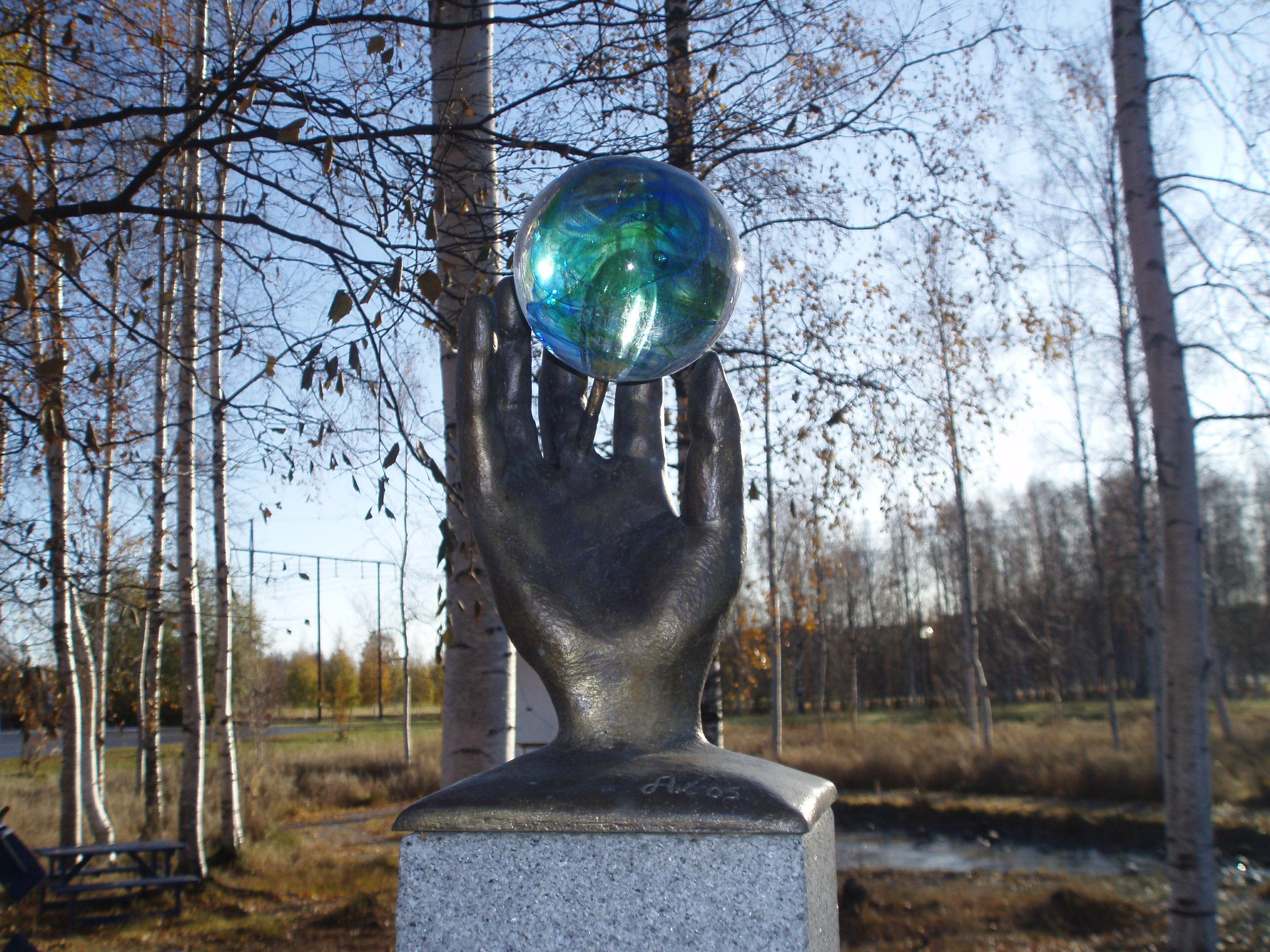
El planeta enano Sedna. Escultura de Antero Koskitalo.

- Plutón (12 cm de diámetro) y su mayor luna Caronte se encuentran cerca del sur de los lagos Dellen, en Delsbo, a 300 km del Globo. Se cree que los lagos se formaron por el impacto de un meteorito hace 90 millones de años. Las esculturas de los dos cuerpos están sostenidas por dos pilares sepulcrales (dado que Plutón es la deidad de la muerte), hechos con dellenita, un mineral raro formado en ese lugar por el impacto del meteorito.
- Haumea (8,5 cm de diámetro) y sus lunas se representan en el 2047 Science Centre, Borlänge, a 200 km del Globo.
- Quaoar (6 cm de diámetro) se encuentra en la biblioteca de Gislaved, a 340 km del Globo.
- Ixion (6,5 cm de diámetro), un candidato a planeta enano, está ubicado en Technichus, un centro científico en Härnösand, a 360 km del Globo. La escultura es un orbe sostenido por una mano con el brazo. Este plutino fue descubierto por un equipo que incluía a científicos de Uppsala.
- Makemake (7 cm de diámetro) está ubicado en Slottsskogsobservatoriet y observatorio en Gotemburgo, a 400 km del Globo.
- 'Oumuamua (0,3 mm de diámetro) está ubicado en el pueblo de Plönninge, Halland, a 440 km del Globo.
- Gonggong (7,5 cm de diámetro) se encuentra cerca del Observatorio Tycho Brahe en Oxie, Malmö, a 500 km del Globo.
- Eris (13 cm de diámetro) está ubicado en Umestans Företagspark, Umeå, a 510 km del Globo. Realizado por Theresa Berg, el modelo dorado está inspirado en la historia mítica de Eris ue provocó una pelea entre tres diosas griegas con una manzana dorada con la inscripción καλλίστῃ ("a la más bella").
- Sedna (10 cm de diámetro), otro candidato a planeta enano, está ubicado en Teknikens Hus, un centro científico en Luleå, a 912 km del Globo.

### Otros cuerpos
- El objeto próximo a la Tierra Eros está ubicado en Mörbyskolan, una escuela en el municipio de Danderyd (donde se encuentra Marte), a 11 km del Globo. Fue creado como un proyecto del Día de San Valentín en oro, siguiendo el modelo de Eros, el dios del amor. Las dimensiones son 2×0,7×0,7 mm (0,98 mm³).
- El asteroide (36614) Saltis se encuentra en la Kunskapsskola de Saltsjöbaden, una escuela cerca del Observatorio de Estocolmo. El asteroide fue descubierto por A. Brandeker en 2000, utilizando un telescopio en el observatorio, y el cuerpo recibió el nombre de la ubicación del observatorio, Saltsjöbaden.
- El asteroide Vesta se encuentra en el gymnasium Åva, una escuela secundaria pública en Täby.
- El asteroide Palomar-Leiden (0,2 mm de diámetro) está ubicado en un parque en Alsike, municipio de Knivsta, a 60 km del Globo. No es una escultura sino un punto en un mapa del Sistema, colocado frente a las monumentales esculturas cósmicas de Erik Ståhl.
- Cometa Halley se encuentra en el Centro de Ciencias Balthazar, en Skövde. Inaugurado el 16 de diciembre de 2009, en realidad hay cuatro modelos del cometa: tres colocados al aire libre, basados en dibujos de escolares, más uno en el interior, que consiste en un láser que atraviesa un bloque de vidrio.
- Cometa Swift-Tuttle se encuentra en Kreativum, un centro científico en Karlshamn. La órbita del cometa es la más cercana al Globo en el interior de Estocolmo y la más lejana en Karlshamn, a 390 km de distancia.
- Frente de choque de terminación está en el borde de la heliosfera: es el límite donde el viento solar pasa a una velocidad subsónica. Actualmente, ninguna escultura representa el choque de terminación, pero existe una base para una futura escultura en el Instituto de Física Espacial, a 950 km del Globo, en Kiruna, sobre el círculo polar ártico.

Otros cuerpos del sistema solar
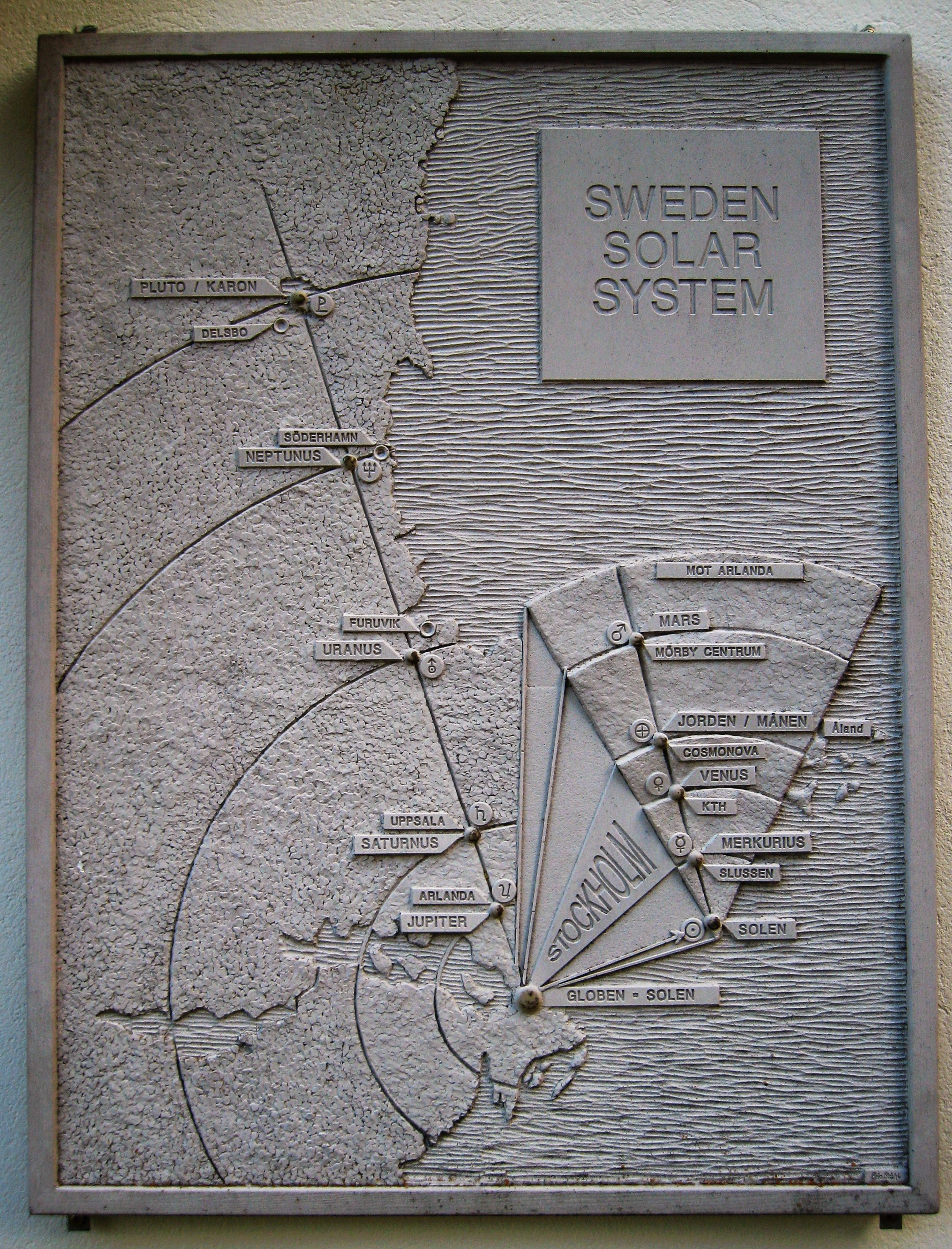
Relieve de Eric Ståhl en Margarethaskolan en Knivsta, el sitio del 5025 P-L
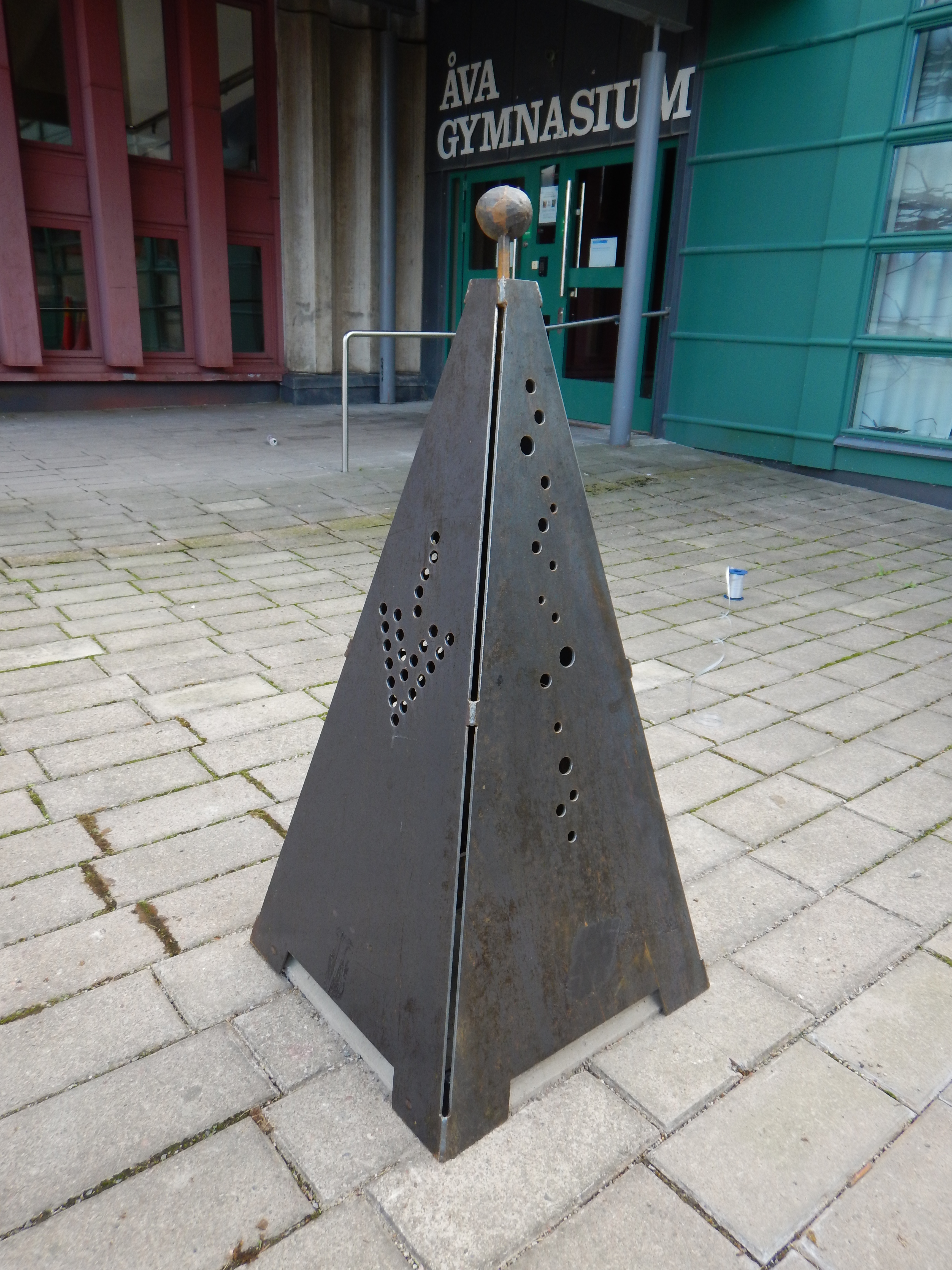
Asteroide Vesta en el Åva gymnasium, en Täby
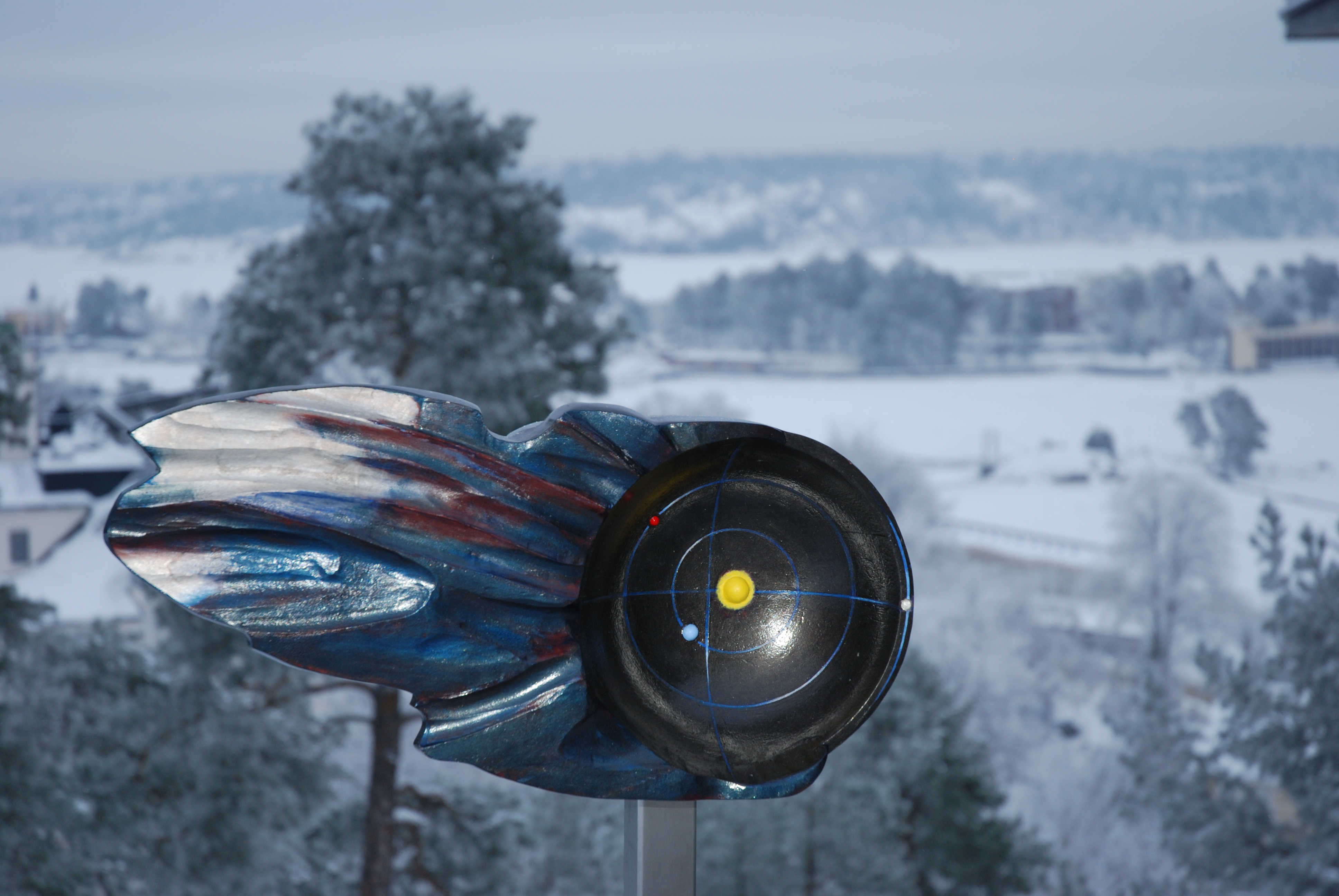
Asteroide Saltis en Saltsjöbaden, escultura de Bosse Falk
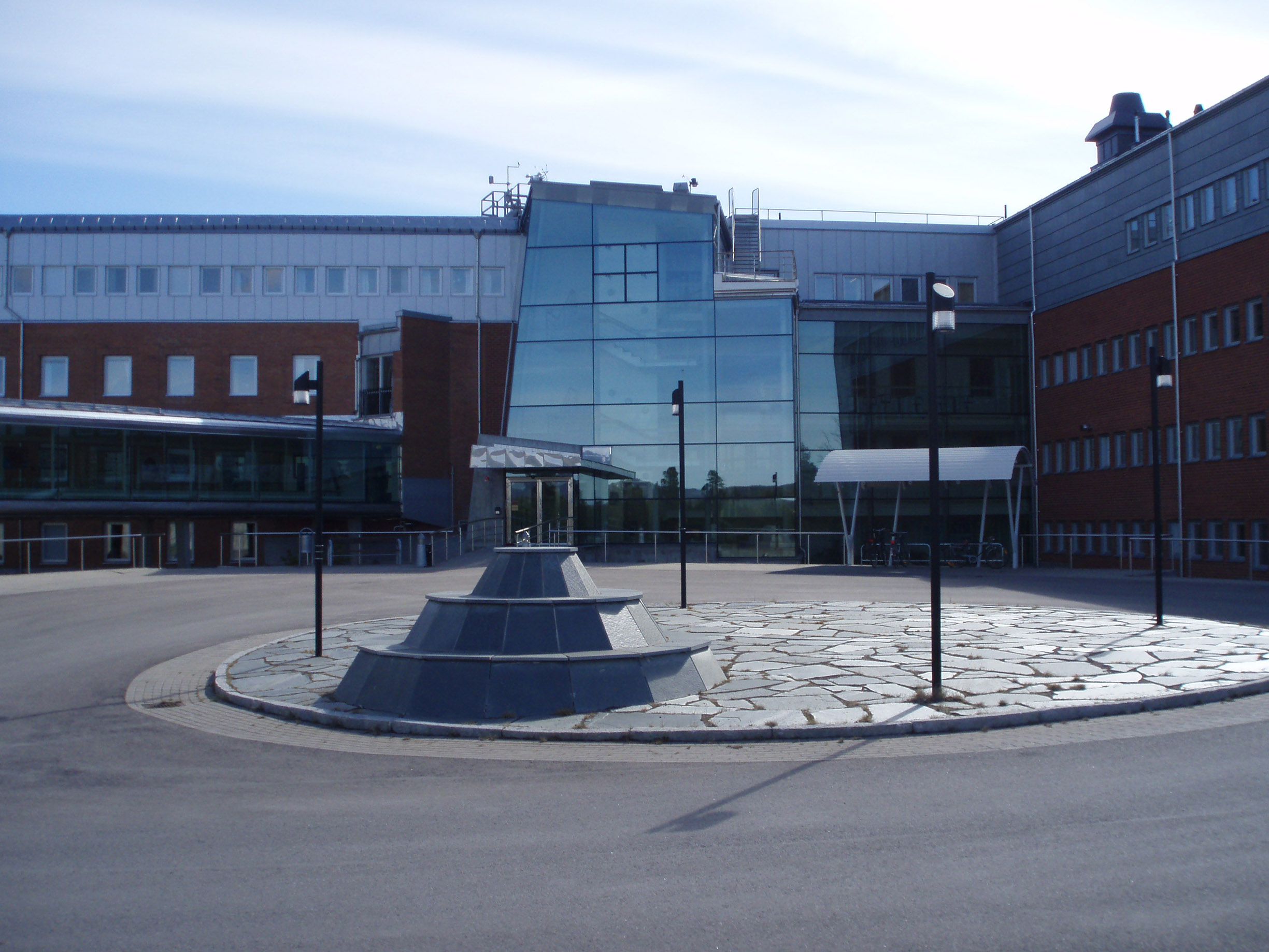
Los cimientos de la escultura del Frente de choque de terminación frente al Instituto Sueco de Física Espacial en Kiruna.

## Lista de objetos
| Objeto                          | Distancia desde Globen | Diámetro                              | Ubicación                                     | Coordenadas                                          | Fecha de inauguración   |
| ------------------------------- | ---------------------- | ------------------------------------- | --------------------------------------------- | ---------------------------------------------------- | ----------------------- |
| Sol                             | 0 km                   | 71 m, el disco 110 m, incl. la corona | El Avicii Arena en Estocolmo                  | 59°17′36.80″N 18°04′59.65″E / 59.2935556, 18.0832361 | -                       |
| Mercurio                        | 2,9 km                 | 25 cm                                 | Stockholm City Museum en Estocolmo            | 59°19′11″N 18°04′16″E / 59.31972, 18.07111           | 1998                    |
| Venus                           | 5,5 km                 | 62 cm                                 | Vetenskapens Hus                              | 59°21′10.38″N 18°03′30.78″E / 59.3528833, 18.0585500 | 8 de junio de 2004      |
| Tierra y Luna                   | 7,6 km                 | 65 cm y 18 cm                         | Cosmonova Riksmuseet en Estocolmo             | 59°22′08.48″N 18°03′12.34″E / 59.3690222, 18.0534278 | Antes de 2000           |
| (433) Eros                      | 11 km                  | 2,0 mm × 0,7 mm × 0,7 mm              | Mörbyskolan, una escuela en Danderyd          | 59°23′38″N 18°02′41″E / 59.39389, 18.04472           |                         |
| (36614) Saltis                  | 11 km {{unidad         | < 1 mm                                | Kunskapsskolan,una escuela en Saltsjöbaden    | 59°16′21″N 18°18′17″E / 59.27250, 18.30472           | 14 de enero de 2010     |
| Marte                           | 11,6 km                | 35 cm                                 | Mörby Centrum en Danderyd                     | 59°23′52.58″N 18°02′11.58″E / 59.3979389, 18.0365500 | Antes de 2000           |
| 4 Vesta                         | 16,4 km                | 2,6 cm                                | Åva gymnasium en Täby                         | 59°26′24″N 18°03′47.16″E / 59.44000, 18.0631000      | 6 de septiembre de 2017 |
| Júpiter                         | 40 km                  | 7,3 m                                 | Aeropuerto de Estocolmo-Arlanda en Märsta     | 59°38′58.52″N 17°55′50.38″E / 59.6495889, 17.9306611 | antes de 2000           |
| (5025) Palomar-Leiden           | 60 km                  | 0,2 mm                                | En Alsike                                     | 59°45′25″N 17°45′57″E / 59.75694, 17.76583           |                         |
| Saturno                         | 73 km                  | 6,1 m                                 | Celsius square en Uppsala                     | 59°51′34″N 17°38′14″E / 59.85944, 17.63722           | 2010 (solo Titán)       |
| Urano                           | 125 km                 | 2,6 m                                 | Stora magasinet en Lövstabruk                 | 60°24′31″N 17°52′37″E / 60.40861, 17.87694           | 13 de octubre de 2012   |
| 1P/Halley comet                 | 204 km                 |                                       | Balthazar Science Center en Skövde            | 58°23′14″N 13°51′11″E / 58.38722, 13.85306           | 16 de diciembre de 2009 |
| Neptuno                         | 229 km                 | 2,5 m                                 | En el río Söderhamnsån en Söderhamn           | 61°18′07″N 17°03′19″E / 61.30194, 17.05528           | 29 de octubre de 1998   |
| Plutón y Caronte                | 300 km                 | 12 cm y 6 cm                          | En el lago Dellen Sur, en Delsbo              | 61°47′50.13″N 16°32′59.96″E / 61.7972583, 16.5499889 | Antes de 2000           |
| (28978) Ixion                   | 360 km                 | 6,5 cm                                | Technichus, un centro científico en Härnösand | 62°37′49″N 17°56′12″E / 62.63028, 17.93667           | 18 de abril de 2002     |
| Cometa 109P/Swift-Tuttle        | 390 km                 |                                       | Kreativum, un centro científico en Karlshamn  | 56°11′39″N 14°51′09″E / 56.19417, 14.85250           |                         |
| (136199) Eris                   | 510 km                 | 13 cm                                 | Företagspark in Umeå                          | 63°50′05″N 20°15′37″E / 63.83472, 20.26028           | 6 de diciembre de 2007  |
| (90377) Sedna                   | 810 km                 | 10 cm                                 | Teknikens Hus, un centro científico en Luleå  | 65°36′59.50″N 22°08′06.00″E / 65.6165278, 22.1350000 | 8 de diciembre de 2005  |
| Frente de choque de terminación | 950 km                 | Una placa                             | Instituto de Física Espacial en Kiruna        | 67°50′27″N 20°24′34.5″E / 67.84083, 20.409583        |                         |